# Дизинтегрин

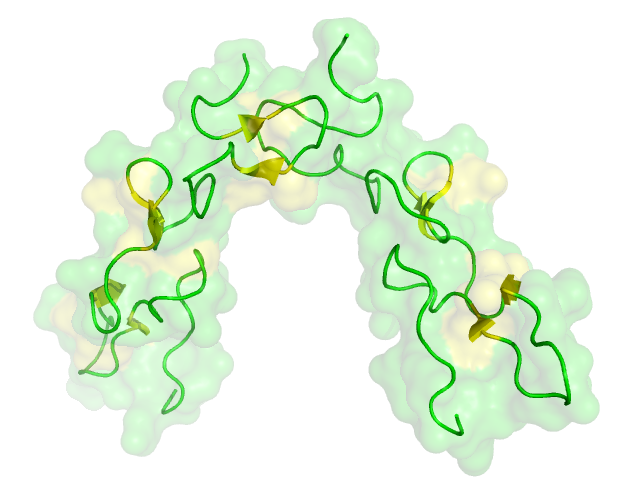
Структура гетеродимера дизинтегрина из яда песчаной эфы.

Дизинтегрины (реже дезинтегрин, англ. disintegrins) — пептиды из яда змей семейства гадюковых. Длина этих пептидов с высоким содержанием цистеина варьирует от 45 до 84 аминокислот. Практически все дизинтегрины содержат RGD-последовательность (трипептид аргинин—глицин—аспарагиновая кислота), которая распознаётся интегринами. За счёт RGD-последовательности дизинтегрины взаимодействуют с интегринами групп бета-1 и бета-3. Образуются в процессе протеолиза металлопротеаз змеинового яда. Могут быть моно- и димерные.

## Механизм действия
Токсическое действие дизинтегринов объясняется их способностью блокировать свёртывание крови из-за ингибирования агрегации тромбоцитов. Это, в свою очередь, объясняется антиадгезивными свойствами пептидов, которые связываются с интегринами на поверхности клеток и блокируют их функции.